# Iván Ferrer Orozco

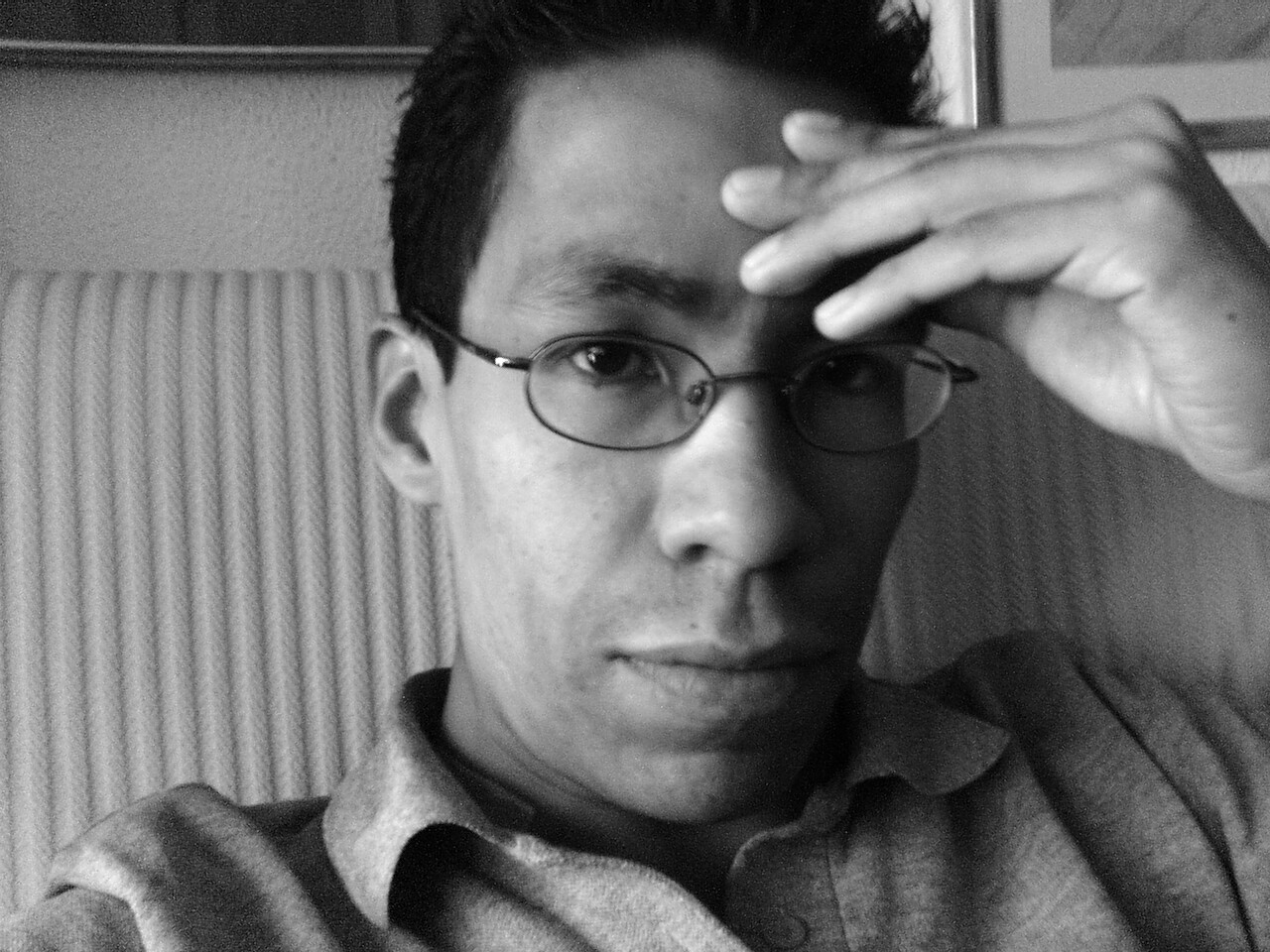

Iván Ferrer Orozco (Ciudad de México, 17 de noviembre de 1976) es un compositor y director mexicano.

## Sobre su obra
Su trabajo se ha centrado por una parte en el concepto de objeto sonoro como detonante de la forma, estructura y discurso de cada obra. Así, en Chain (structure 5) (comisión del Ensamble Contemporáneo de Montreal) el objeto sonoro y origen de la pieza es un cluster en la región grave del piano, desde el cual el autor deduce -se revela, según sus palabras- el material armónico, rítmico, la estructura y sus partes, detalles de la orquestación e inclusive la melodía del final de la pieza.
A este proceso de trabajo lo ha denominado estructuras autogenerativas, y tiene como una de sus tesis que a todo elemento energético que acontece le corresponde una reacción que según su relación con lo inmediatamente anterior y posterior, define una dirección y una relación espacio temporal; es en esa ubicación en el espacio-tiempo donde se revela potencialmente como elemento equilibrado por naturaleza, esto es que, como toda materia en movimiento -generadora por tanto de sonido- proviene del reposo y tiende al reposo, aunque este reposo pueda ser sólo relativo por la relación que guarda con la fase de excitación (arsis-tesis). Esta ubicación temporal-espacial le da un valor a cada suceso, a cada sonido, por eso se dice que los sonidos tienen un valor en el espacio y que el reconocimiento de este valor es conditio sine qua non para el trabajo del músico creador o recreador.
En el ciclo Estructuras expone de manera gradual el trabajo de investigación y experimentación para deducir el proceso anteriormente mencionado, la numeración no corresponde al orden cronológico de creación, pero el proceso de desarrollo del concepto de cada pieza sí lo es. El ciclo está formado por las siguientes obras:
- Trío (estructura 1) (2001)
- Structure 2, para flauta, clarinete bajo y piano (2003)
- Die spanische Trilogie, para ensamble (2004)
- Sinfonieta (structure 4), para orquesta (en proceso)
- Chain (structure 5), para ensamble (2004)

Actualmente también desarrolla su obra investigando sobre los límites de la percepción, cuestionando y exponiendo la forma en la que percibimos en los linderos físicos de la percepción humana y cómo el sonido afecta a la conciencia; asimismo, se interesa y en su obra refleja y cuestiona los efectos que tienen en la memoria la música y el sonido. En su serie de obras Traces experimenta con lo que ha denominado como intuición musical, que corresponde a la capacidad intrínseca del ser humano -Iván Ferrer dixit- de integrarse al discurso musical, de tal forma que reconozca a un nivel perceptivo profundo y casi inconsciente las relaciones entre material, forma, tempi y los diversos elementos armónicos, melódicos, motívicos y estructurales que conforman una obra, es por tanto objetivo del creador encontrar las relaciones que posibilitan el que cada momento de la obra coexista potencialmente con el resto en un mismo instante y plasmarlas en la escritura.

## Biografía
Iván Ferrer Orozco realizó sus estudios en composición y dirección de orquesta en México en el  Conservatorio Nacional de Música –donde en el 2002 obtuvo el primer premio en composición-, en el Centro Nacional de las Artes y en diversos cursos en México y en el extranjero. Algunos de sus principales profesores han sido Sergio Cárdenas, Mario Lavista, Armando Luna y Horacio Franco.
Sus obras han sido grabadas e interpretadas en diversos festivales y escenarios por ensambles y solistas de México, Canadá, España, Italia, Alemania, Corea del Sur y Estados Unidos.
De noviembre de 2003 a marzo de 2004 fue compositor invitado del Conservatorio de Música de Montreal y en 2004 fue compositor residente del Ensamble Contemporáneo de Montreal. 
Ha recibido becas y reconocimientos de instituciones públicas y privadas de México, Francia, España, Canadá, Corea del Sur y Estados Unidos.
De 2005 a 2008 fue compositor residente de la Residencia de Estudiantes, en 2008 en la Fundación Camargo en Cassis, Francia, en 2009 en la I-Park Foundation en Connecticut, EUA, en 2010 en el Centro de las Artes de San Luis Potosí, México, en 2010 en el Hooyong Performing Arts Center en Corea del Sur y en 2012 en la MacDowell Colony y en el VVCA (Virginia Center for the Creative Arts) en EUA. 
Como creador y productor de proyectos relacionados con la música contemporánea, el arte sonoro y las nuevas tecnologías se cuentan entre otros: Ars Autómata para la V Muestra de Arte Sonoro en Interactivo de Insonora y el Matadero-Madrid, el proyecto de música acusmática Sonidero presentado durante la Muestra Internacional de Arte Performático Interferencias/SonorisArte en 2010 y en 2012 en InterAcciona en el Centro de Artes y Nuevas Tecnologías del CASLP presentado durante, así como en Corea del Sur en 2011. También es director y productor de InterAcciona, Jornadas de Creación Musical con Nuevos Medios (http://www.wix.com/interacciona/2012).
En 2008 fue galardonado en la convocatoria de obras del Seattle Latin American Music Festival, en 2010 del SoundOn Festival of Modern Music y el NOISE Ensemble y en 2011 del MATA Festival en EUA.
Es creador, director y productor de InterAcciona, Jornadas de Creación con Nuevas Tecnologías, en México.